# Bahnhof Bihoro
Der Bahnhof Bihoro (jap. 美幌駅, Bihoro-eki) ist ein Bahnhof auf der japanischen Insel Hokkaidō. Er befindet sich in der Unterpräfektur Okhotsk auf dem Gebiet der Gemeinde Bihoro.

## Verbindungen

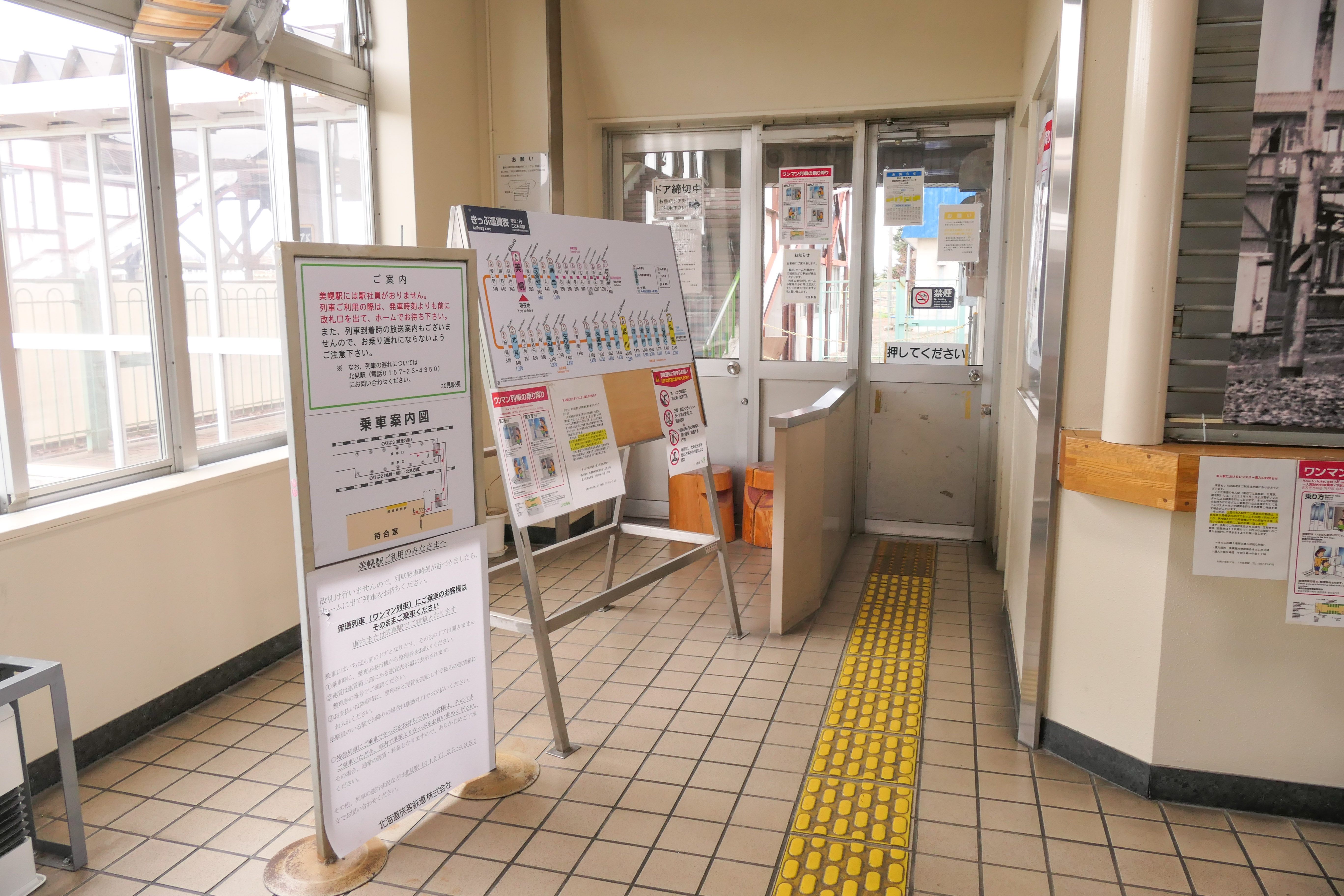
Ticketschalter (Mai 2021)

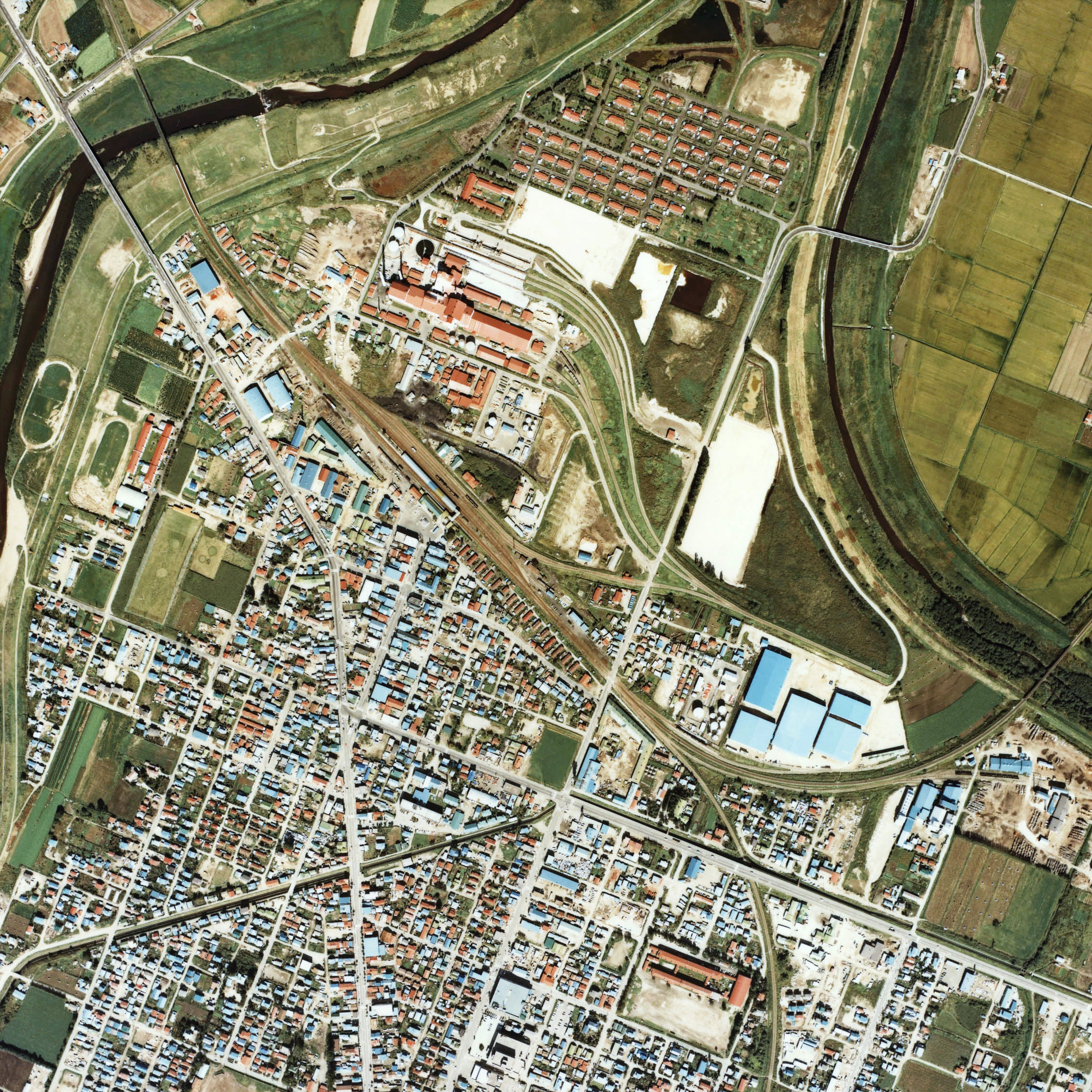
Luftansicht (1977)

Bihoro ist ein Zwischenbahnhof und früherer Trennungsbahnhof an der Sekihoku-Hauptlinie. Diese führt von Asahikawa über Kitami nach Abashiri und wird von der Gesellschaft JR Hokkaido betrieben. Sämtliche hier verkehrenden Züge halten an diesem Bahnhof. Im Fernverkehr verbinden täglich vier Ochotsk-Schnellzugpaare die Präfekturhauptstadt Sapporo mit Asahikawa und Abashiri. Im Nahverkehr gibt es alle zwei bis drei Stunden einen Regionalzug zwischen Kitami und Abashiri.

## Anlage
Der Bahnhof liegt am nördlichen Ortsrand und ist von Nordwesten nach Südosten ausgerichtet. Er besitzt zwei Gleise, die beide dem Personenverkehr dienen. Sie liegen an einem überdachten Mittelbahnsteig, der durch eine gedeckte Überführung mit dem Empfangsgebäude an der Südwestseite der Anlage verbunden ist. Auf dem Bahnhofsvorplatz befindet sich ein Busterminal, der von Linien der Gesellschaften Akan Bus, Hokkaidō Kitami Bus, Abshiri Bus und Abashiri Kankō Kōtsū bedient wird.

## Geschichte
Das Eisenbahnamt (der Vorläufer des Eisenbahnministeriums) eröffnete am 5. Oktober 1912 das Teilstück Kitami–Abashiri der Abashiri-Hauptlinie (網走本線, Abashiri-honsen). Am 17. November 1927 folgte die Eröffnung der in Bihoro abzweigenden Aioi-Linie nach Kitami-Aioi. Sie hätte bis nach Kushiro führen sollen, wurde aber nie fertig gebaut. Ein Großbrand zerstörte am 24. Juni 1953 einen Teil des Empfangsgebäudes, das daraufhin wiederaufgebaut und erweitert wurde. Das Zuckerverarbeitungsunternehmen Nippon Tensai Seitō baute eine 3,5 km lange Anschlussstrecke zur Yoshihoro-Zuckerfabrik und nahm sie am 18. Oktober 1959 in Betrieb. Am 1. April 1961 wurde der Abschnitt Kitami–Abashiri der Abashiri-Hauptlinie zu einem Teil der Sekihoku-Hauptlinie.
Aus Kostengründen stellte die Japanische Staatsbahn am 14. März 1985 die Gepäckaufgabe ein. Zwei Wochen später, am 1. April 1985, legte sie die Aioi-Linie still; seither ist Bihoro nur noch über die Sekihoku-Hauptlinie erreichbar. Im Rahmen der Staatsbahnprivatisierung ging der Bahnhof am 1. April 1987 in den Besitz der neuen Gesellschaft JR Hokkaido über. Im Mai 1991 legte JR Freight die Anschlussstrecke zur Zuckerfabrik still, am 1. April 2002 auch den Güterbahnhof. Seit dem 30. April 2016 ist der Bahnhof nicht mehr mit Personal besetzt.